# Igazságügyi nyelvészet
Az igazságügyi nyelvészet olyan nyelvészeti interdiszciplináris terület, amely az igazságügyben, a jogban és a bűnügyekben megjelenő nyelvhasználattal foglalkozik.

## Az igazságügyi nyelvészet fő kérdései
Nagy Levente találóan fogalmazza meg az igazságügyi nyelvészet célját: „miként segítheti a nyelvészet a jogalkotást és a jogérvényesítést?”

Az igazságügyi nyelvészet olyan kérdésekkel foglalkozik, amely a jogalkotásban, a jogi aktusokban és a bűnügyi eljárásokban felmerülő nyelvészeti elemzést szükségessé tevő nyelvhasználat vizsgálatát helyezi a középpontba.
Ilyen kérdések lehetnek, hogy a törvény szövege egyértelmű-e, hogy a tanúvallomások lejegyzése ekvivalens-e a vallomással, vagy hogy a névtelen zsarolólevelet írhatta-e a vádlott.

## Az igazságügyi nyelvészet tudománytörténete
Az igazságügyi nyelvészet az 1960-as években indult először angolszász területen, de szinte párhuzamosan Magyarországon is. Magyarországon elsősorban az akkori Belügyminisztérium alá tartozott, és főként a lehallgatások és a rezsimet támadó röpiratok miatt volt hangsúlyos szerepe.

Az angol terminus, a „forensic linguistics” 1968-ban született meg Jan Svartvik nyelvészprofesszor által, magyarra többféleképpen is fordítják, de főleg igazságügyi vagy törvényszéki nyelvészetnek.

Az igazságügyi nyelvészet nemzetközi szervezete az International Association of Forensic Linguists (IAFL). Ez a szervezet adja ki az International Journal of Speech, Language and the Law című folyóiratot 1994 óta.

## Az igazságügyi nyelvészet feladatai
Az International Association of Forensic Linguists (IAFL) öt pontban foglalja össze az igazságügyi nyelvészet főbb feladatait:
- a jogi nyelv vizsgálata, beleértve a jogi dokumentumok, a bíróságok, a rendőrség és a börtönök nyelvhasználatát
- bírósági fordítások és tolmácsolások
- a nyelvi hátrány enyhítése a polgári és a büntetőjogi eljárások során
- professzionális nyelvészszakértői vélemények készítése
- nyelvészeti támogatás a jogszabályok és a hivatalos dokumentumok megalkotásakor

## Kriminalisztikai nyelvészet
A kriminalisztikai (vagy bűnügyi) nyelvészet a gyakorlatban leginkább alkalmazható területe az igazságügyi nyelvészetnek. Két feladata van: egyrészt a nyelvi bizonyítékok elemzése, másrészt a nyelvi bűncselekmények feltárása.

A nyelvi bűncselekményeket először Roger Shuy sorolta fel, és szoros összefüggést mutatnak a beszédaktusokkal. Ide tartozik a fenyegetés, a megvesztegetés, a bujtogatás, a szexuális szolgáltatás kérése, a zsarolás, a verbális zaklatás és a gyűlöletbeszéd.

A nyelvi bizonyíték lehet írásos és hangzó nyelvi anyag is. Az előbbivel a kriminalisztikai nyelvészeten belül a kriminalisztikai szövegnyelvészet foglalkozik, míg a hangzó anyagokat a kriminalisztikai vagy törvényszéki fonetika vizsgálja.

A cél minden esetben a bűncselekmény elkövetőjének felkutatása, illetve a gyanúsított bűnösségének vagy ártatlanságának alátámasztása.

## Kriminalisztikai szövegnyelvészet
A kriminalisztikai szövegnyelvészet inkriminált szövegeket (szöveges, írott, általában köznyelvi produktumokat) vizsgál, melyek a legtöbb esetben valamilyen beszédaktushoz köthetők, de írásos formájúak. Ilyen lehet a névtelen levelek altípusai, mint a fenyegető levél, zsaroló levél, kéretlen rajongólevél stb. (De vizsgálat tárgyát képezheti aláírt levél is, melynek esetében kétely merül fel az író személyével kapcsolatban, pl. búcsúlevélnél.) Napjainkban azonban az internet megjelenésével a levélírók is felfedezték az új technikákat: egyrészt már nem kell kézzel írniuk, ezáltal jobban el tudnak rejtőzni (és a kriminalisztikai grafológia is csődöt mond), másrészt számos új lehetőségük lett a szövegek eljuttatására és anonimitásuk megőrzésére. Az új technikák a bűnözők előtt is új tereket nyitottak meg: a névtelen levelek küldhetők e-mailben vagy SMS-ben, az áldozat megismerhető egy közösségi oldalon vagy egy csetszobában, a tettes blogolhat vagy honlapot készíthet stb.

A kriminalisztika szövegnyelvészet által vizsgált műfajok közé tartoznak még a vallomások is. 

A kriminalisztikai nyelvészszakértő munkája két részre osztható: egyrészt a nyomozószerveket segíteni azzal, hogy az inkriminált szöveg szerzőjéről bizonyos információkat állapít meg az inkriminált szöveg alapján; másrészt a bizonyító eljárás során felkérhetik összehasonlító elemzésre, hogy vesse össze az inkriminált szöveg és a gyanúsított írását.

### Szerzőségvizsgálat
Az írásbeli nyelvi bizonyítékok nyelvészeti módszerekkel történő elemzését a szakirodalom igazságügyi stilisztikának és stilometriának is nevezi. A kriminalisztikai szövegnyelvészet elsődleges feladata a szerzőségvizsgálat, vagyis egyrészt, hogy ki írta a kérdéses szöveget, másrészt hogy származhat-e a szöveg a gyanúsítottól. A szerzőségvizsgálatok nemcsak igazságügyi szempontból fontosak, hanem más tudományterületek is alkalmazzák módszertanukban, például az irodalomtörténet-kutatók vagy a plagizálást ellenőrző személyek.

A szerzőségvizsgálatok módszere a nyelvi profilalkotás. Egy személy nyelvi profilja azért alkotható meg, mert mindenki „kicsit másképp használja a nyelvet”, vagyis a szövegtől el lehet különíteni a szerző idiolektusát, profilt alkotni róla ezen jegyek és azon jegyek alapján, amelyek a szövegből kikövetkeztethetők. Az idiolektust számos tényező befolyásolja és meghatározza: az egyén személyisége; az, hogy mindenki csoportokba tartozik, amelyek más és más csoporttulajdonságokkal írhatók le; illetve a kommunikációs szituáció.

A munka nehézségét adja, hogy az inkriminált szövegek általában igen rövidek, másrészt a bűnelkövető célja az, hogy ne lehessen felfedni kilétét, ezért manipulálni igyekszik a szöveget. A manipulálás azonban felfedhető, mivel a bűnelkövető csak bizonyos nyelvhasználati jegyeket képes torzítani, számosat – melyek egyedileg jellemzők – nem képes manipulálni, mivel a nyelvhasználata nem tudatos. Például ronthatja valaki a helyesírását, hogy iskolázatlanabbnak véljék, de egyrészt hosszabb szöveg esetében kizökkenhet ebből a tudatos torzításból, másrészt a műveltség más nyelvhasználati jegyben is megmutatkozik, nemcsak a helyesírásban.

### A kriminalisztikai szövegnyelvészet szerepe az igazságügyben
A nyomozószervek általában azzal a kérdéssel fordulnak a kriminalisztikai szövegnyelvészekhez, hogy segítsenek nekik szűkíteni a lehetséges gyanúsítottak körét, vagyis az inkriminált szöveg(ek) alapján írjanak körül egy olyan csoportot, amelyből az elkövető származik.

A szerzőségvizsgálatok másik módszere az összehasonlító vizsgálat. Ebben az esetben a nyelvészszakértő az inkriminált szöveget veti össze a gyanúsítottól származó szöveggel. Ez az eljárás már elsősorban a bírósági tárgyalás keretében fontos.

## Kriminalisztikai fonetika
A kriminalisztikai fonetika feladata a beszélő személy azonosítása vagy a lehetséges beszélők közül való kizárása. Az akusztikai-fonetikai elemzést nehezíti, hogy a beszélő személy szándékosan törekszik arra, hogy a hangját ne lehessen felismerni, továbbá, hogy az inkriminált hanganyagok gyakran igen rövidek, és a felvételek zajos körülmények között készültek. Néha a technika is a fonetikusok ellen dolgozik, hiszen a különböző technikákkal készült felvételek mind levágnak valamennyit a hangzó beszéd frekvenciatartományából.

## A nyelvi bizonyítékok vizsgálata
Az igazságügyi nyelvészetben a nyelvi bizonyítékok lehetnek hangzó nyelviek és írásosak, ezek alapján az első esetben beszélő személyről, a második esetben fogalmazó/szerzőről beszélünk. Az elemzések célja az alábbi öt pontban foglalható össze:
- Beszélő személy profilalkotása
- Fogalmazó/szerző profilalkotása
- Beszélő személy azonosítása
- Fogalmazó/szerző azonosítása
- Diskurzuselemzés

## Ajánlott irodalom
- A nyelvész szerepe a kriminalisztikában – A VII. Országos Kriminalisztikai Tanácskozás előadásai. 1975
- Juhász Valéria, Egy internetes honlap, az iwiw szegedi felhasználóinak szociolingvisztikai vizsgálata, különös tekintettel a nemre és a korra, Modern Nyelvoktatás 2008:1–2, 61–75.
- Koppel, Moshe–Argamon, Shlomo–Shimoni, Anat Rachel, Automatically Categorizing Written Texts by Author Gender, Literary and Linguistic Computing, 2002(17):4, 401–412.
- Nagy Ferenc, Kriminalisztikai szövegnyelvészet, Akadémiai Kiadó, Budapest, 1980
- Nagy Ferenc–Szakácsné Farkas Judit–Vágóné MIKLÓS Ilona, Nőies és férfias szövegsajátosságok = Szathmári István (szerk.), Tanulmányok a mai magyar nyelv szövegtana köréből, Tankönyvkiadó, Budapest, 1983, 239–248.
- Nagy Levente, Hálózatok a nyelvi profilalkotásban = Balaskó Mária–Balázs Géza–Kovács László (szerk.), Hálózatkutatás – Hálózatok a társadalomban és a nyelvben, Tinta Könyvkiadó, Budapest, 2010, 156–165.
- Szakácsné Farkas Judit–Vágó Jánosné, A  kriminalisztikai nyelvész szakértő munkája, Belügyi Szemle, 1988(26):4, 93–95.
- Coulthard, Malcolm–Johnson, Alison, The Routledge Handbook of Forensic Linguistics, Routledge, New York, 2010